# 生料带

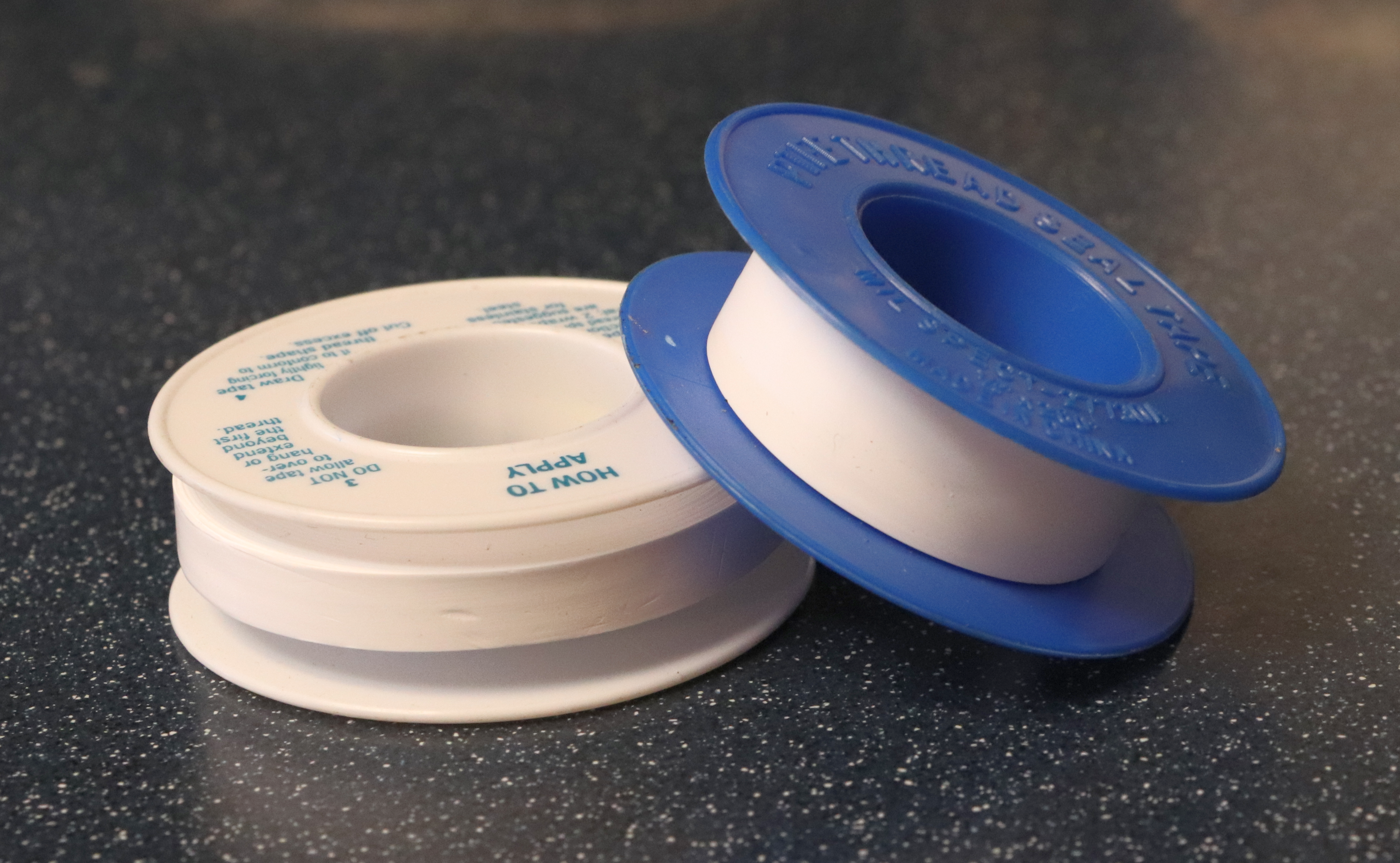
適用於不同接口大小的兩款生料带

生料带，也被称为生胶带，香港有時稱士甸膠布，台灣音譯貼布西露，英文叫作螺紋密封膠帶（thread seal tape），是聚四氟乙烯（PTFE）薄膜，常见白色，但也可是各種顏色。白色聚四氟乙烯是單密度，黃色的是雙倍，粉紅色的則是三倍。卷成带状。在水管接口的螺紋上包裹一层，可在旋紧过程中起到潤滑和密封的作用。
膠帶的纏繞方向與外螺紋擰緊的方向相同，通常用於商業應用，包括加壓水系統、中央供暖系统和空氣壓縮設備。

## 用途

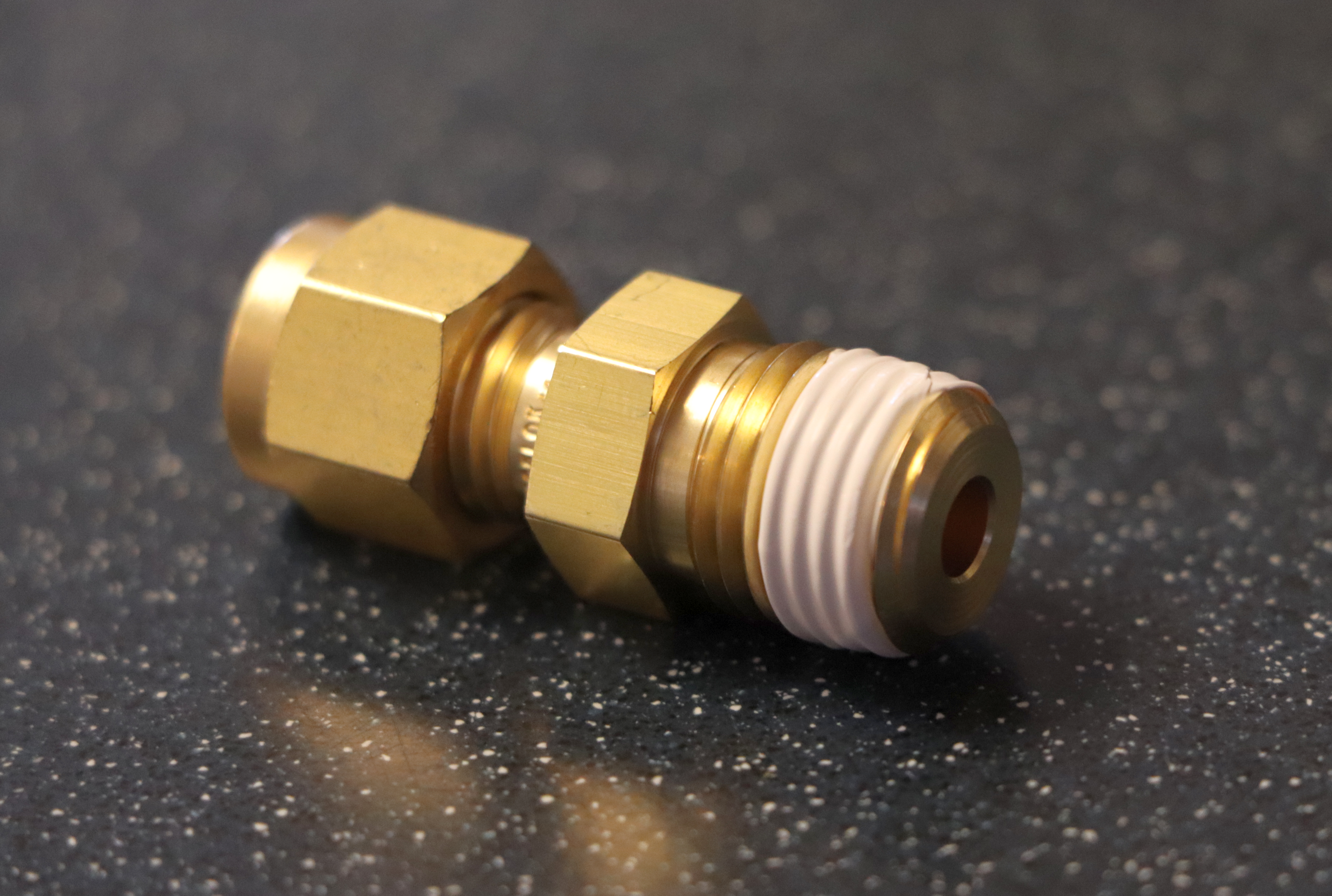
白色生料带沿著螺紋方向貼在NPT接頭上

螺紋密封膠帶適用於密封力為楔形作用的錐形螺紋。無論有或沒有膠帶，平行螺紋可能無法有效密封，因為它們旨在透過墊片密封。

### 注意事項
過度使用或誤用螺紋密封膠帶可能會造成問題。過度使用膠帶會阻止配合螺紋完全嚙合，從而降低螺紋的剪切點。將螺紋密封膠帶與管道塗料組合使用也會使螺紋過載。此外，鬆散材料的內部突出部分可能會壓縮接頭或脫落，並形成可能堵塞閥座的異物。